# Statek komediantów (film 1951)
Statek komediantów – amerykański film muzyczny z 1951 roku z muzyką Jerome'a Kerna i słowami Oscara Hammersteina II. Była to trzecia (poprzednie w 1929 i 1936) ekranizacja  musicalu „Show Boat”. Teatralna wersja miała oficjalną premierę 27 grudnia 1927 r. na Broadwayu i powstała na podstawie powieści Edny Ferber z 1926 r.

## Obsada
- Kathryn Grayson jako Magnolia Hawks
- Ava Gardner jako Julie LaVerne
- Howard Keel jako Gaylord Ravenal
- Joe E. Brown jako kapitan Andy Hawks
- Marge Champion jako Ellie Mae Shipley
- Gower Champion jako Frank Shultz
- Robert Sterling jako Steve Baker
- Agnes Moorehead jako Parthy Hawks
- Leif Erickson jako Pete
- William Warfield jako Joe
- Adele Jergens jako Cameo McQueen